# Division de Sarikei
La Division de Sarikei (en malais, Bahagian Sarikei) est une division administrative de l'État de Sarawak en Malaisie. Avec une superficie de 4 332,4 km2, elle est la deuxième plus petite division du Sarawak.
Les 116 290 habitants de la Division sont principalement des Chinois, des Iban, des Malais, des Bidayuh, des Bumiputera et des Indiens.

## Districts
La Division de Sarikei est elle-même divisée en quatre districts suivants :
| Nom                  | Surface   | Capitale  |
| -------------------- | --------- | --------- |
| District de Julau    | 1 703 km2 | Julau     |
| District de Meradong | 719 km2   | Bintangor |
| District de Pakan    | 925 km2   | Pakan     |
| District de Sarikei  | 985 km2   | Sarikei   |

## Membres du parlement
| Parlement          | Membre          | Parti       |
| ------------------ | --------------- | ----------- |
| P206 Tanjung Manis | Yusuf Abd Wahab | GPS (PBB)   |
| P208 Sarikei       | Wong Ling Biu   | PH (DAP)    |
| P209 Julau         | Larry S'ng      | Indépendant |

### Liens connexes
- Division de Malaisie orientale